# Campeonato São-Vicentino de Futebol
O Saint Vincent and the Grenadines National League Championship é a primeira divisão do futebol de São Vicente e Granadinas, o campeonato reúne doze clubes começa em julho e dura até dezembro.  Passou por uma reformulação nos últimos anos, os melhores colocados se classificam para o Caribbean Club Shield, e podem se classificar ainda para a Liga da CONCACAF e para a Liga dos Campeões da CONCACAF.

## Principais clubes
- Avenues United Football Club (Kingstown)
- Campdonia Chelsea Football Club
- Cane End Football Club
- Digicel Jebelle Football Club
- Fitz Hughes Predators
- Hope International Football Club
- Jebelle Football Club
- JG & Sons Stingers Football Club
- K&R Strikers
- Layou Football Club (Layou)
- Newwill Hope International Football Club
- Pastures United Football Club
- Predarors Football Club
- Prospect United Football Club
- System 3 Football Club
- Stingers Football Club
- System 3 Football Club
- Toni Store Jugglers Football Club
- United Force Football Club
- Zodiac Football Club (Bequia)

## Campeões
- 1998/99: Camdonia Chelsea Sports Club (Lowmans)
- 1999/03: Não houve
- 2003/04: Hope International Football Club
- 2004/05: Universal Mufflers Samba Football Club
- 2005/06: Hope International Football Club
- 2006/07: Não houve
- 2007/08: Campeonato não terminou
- 2008/09: Não houve
- 2009/10: Avenues United Football Club (Kingstown)
- 2010/11: Avenues United Football Club (Kingstown)
- 2012: Avenues United Football Club (Kingstown)
- 2013/14: BESCO Pastures
- 2014/15: Hope International Football Club
- 2015/16: System 3 Sports Academy
- 2017: Avenues United Football Club (Kingstown)
- 2018/19: BESCO Pastures
- 2019/20:  Hope International Football Club
- 2020/21: Cancelado
- 2021/22: Não disputado
- 2022/23: Jebelle FC

## Títulos por clube
| Clubes                                 | Títulos | Anos                                |
| -------------------------------------- | ------- | ----------------------------------- |
| Avenues United Football Club           | 4       | 2009/10, 2010/11, 2012 e 2017       |
| Hope International Football Club       | 4       | 2003/04, 2005/06, 2014/15 e 2019/20 |
| BESCO Pastures                         | 2       | 2013/14 e 2018/19                   |
| Camdonia Chelsea Sports Club           | 1       | 1999                                |
| Universal Mufflers Samba Football Club | 1       | 2004/05                             |
| System 3 Sports Academy                | 1       | 2015/16                             |
| Jebelle FC                             | 1       | 2022/23                             |